# Răchiți
Răchiţi é uma comuna romena localizada no distrito de Botoşani, na região de Moldávia . A comuna possui uma área de 73.32 km² e sua população era de 4740 habitantes segundo o censo de 2007.